# 鈴木卓也
鈴木 卓也（すずき たくや、1966年2月24日 - ）は、日本の実業家。丸八証券株式会社代表取締役社長。東海東京フィナンシャル・ホールディングス顧問。

## 来歴
東京都出身。1990年、駒澤大学法学部卒業。同年4月、東京証券（現東海東京証券）入社。2007年2月、東海東京証券瀬戸支店長。2009年10月、同社ミッドランド・プレミアサロン支店長。2010年4月、同社ミッドランド・プレミアオフィス部長。2012年4月、同社京都支店長。
2014年4月、東海東京フィナンシャル・ホールディングス執行役員ビジネス戦略グループ副担任兼ビジネス戦略部長。
2015年4月、東海東京証券執行役員ダイレクトチャネル本部長。2016年4月、同社常務執行役員営業支援本部長。2017年4月、㈱ ETERNAL代表取締役会長。
2019年4月、東海東京証券 専務執行役員リテールカンパニー長。2020年5月、同社 専務執行役員ウェルスマネジメントカンパニー長。
2021年4月、東海東京フィナンシャル・ホールディングス顧問。2021年5月、丸八証券顧問。
2021年6月、丸八証券代表取締役社長ならびに㈱ エース経済研究所社外取締役に就任。